# 多田小餘綾
多田小餘綾（ただ こゆるぎ、1907年4月27日 - 2008年4月6日）は、阿波踊りのおはやし「阿波よしこの」の歌い手である。
また、お鯉さんの名で伝統文化の継承と「よしこの」の普及に貢献し続けた。
徳島県徳島市富田町出身。徳島市名誉市民。とくしま市民遺産選定。

## 人物・生涯
日本コロムビア大阪支社、ポリドール・レコードに所属していた。2006年に『お鯉〜唄声は時代を超えて〜』のCDが発売され、2007年には徳島県民栄誉賞を受賞し、自身が目標としていた「100歳での現役よしこの歌手」を実現する。
2008年4月6日6時40分、老衰のため死去。享年102（100歳没）。晩年は公演時に車椅子で移動する姿が多くみられていた。死の前日には家族で花見を行い、夕飯ののち日課の体操を終え、就寝後そのまま文字通り眠るように死去したとみられている。

## 出演番組
- おはようとくしま（複数回）